# نوسن
نزن (بالألمانية: Nossen) هي بلدة ألمانية تقع في ألمانيا في ساكسونيا. يقدر عدد سكانها بـ 10,854 نسمة .

## المدن التوأمة
مدينة Alsheim هي مدينة توأمة لـنزن.